# 王履

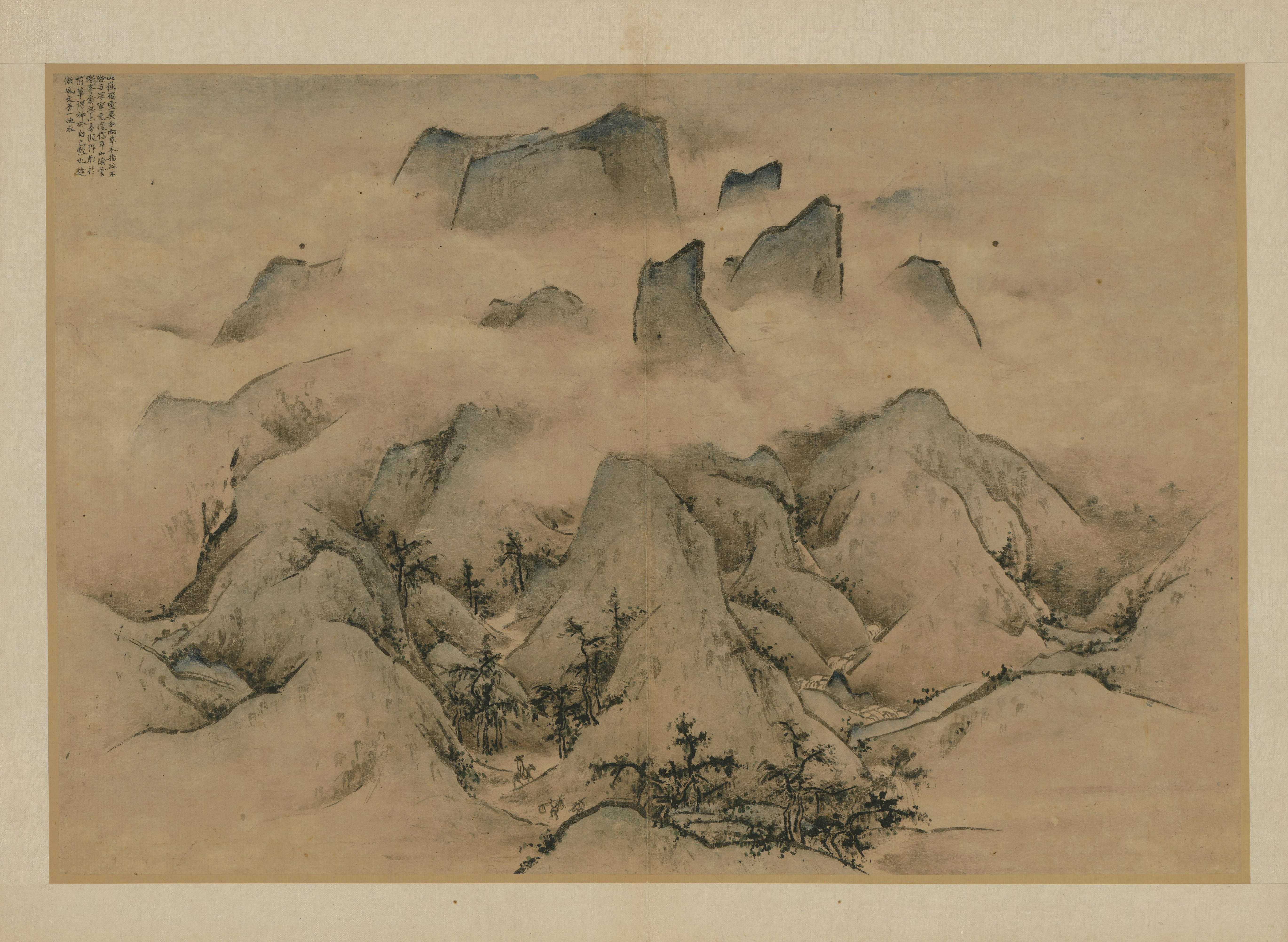
王履《華山圖冊》

王履（1332年—1391年），字安道，號畸叟、奇翁、抱獨老人、抱獨山人，平江路崑山州人，元末明初醫學家、畫家。

## 生平
精於醫術，學醫於朱震亨，曾任西安秦王府醫正，明朝洪武年間尚在。著有《醫經溯洄集》一卷、《百病鉤元》二十卷、《醫韻統》一百卷等，今僅存《醫經溯洄集》。能詩文，擅長山水畫，作品有《華山圖》。

## 延伸阅读
[在维基数据编辑]
 《國朝獻徵錄·卷之七十八》，出自焦竑《國朝獻徵錄》
 《明史卷二百九十九》，出自《明史》
 在维基共享资源阅览影像